# Heteropterys nervosa
Heteropterys nervosa är en tvåhjärtbladig växtart som beskrevs av Adrien Henri Laurent de Jussieu. Heteropterys nervosa ingår i släktet Heteropterys och familjen Malpighiaceae. Utöver nominatformen finns också underarten H. n. lessertiana.